# Upplands runinskrifter 1132
Runinskrift U 1132, eller Gimostenen, är en runsten i Gimo, Skäfthammars socken och Östhammars kommun i Uppland. Runstenen står nu vid Gimo damm cirka två kilometer nordväst om Skäfthammars kyrka.

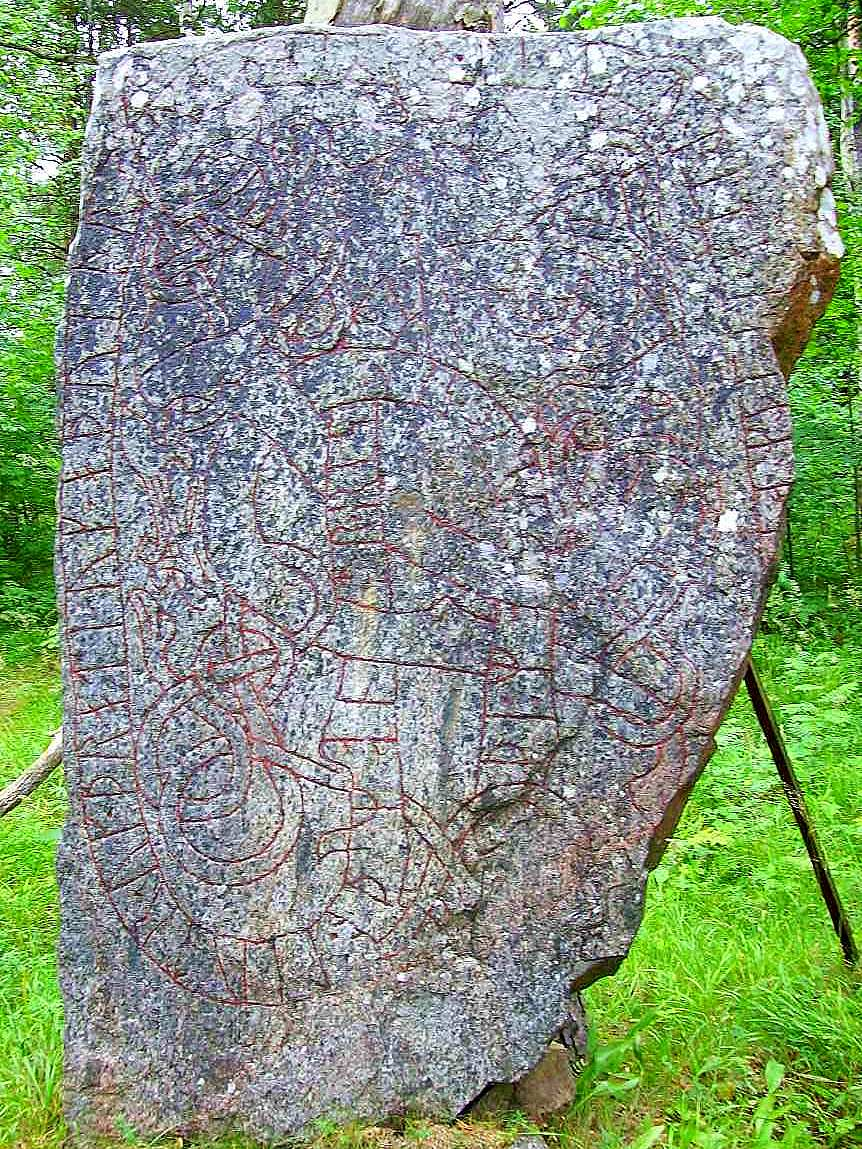
Gimos runsten år 2008.

## Stenen
Vid en undersökning av Johannes Bureus 1594 fanns stenen vid en bro över Gimån, bäcken mellan Gimo damm och Olandsån och cirka 500 meter norr om Skäfthammars kyrka. På 1800-talet inlades stenen i Gimos kyrkogårdsport, men flyttades sedermera till sin nuvarande plats vid Gimo damm.
Stenens storlek är 2,4 m i höjd och 0,8 m i bredd vid basen, samt 1,5 m bred vid toppen, 0,35 m tjock i nordvästra kanten och 0,15 m tjock i södra kanten. Materialet är grå, grovkornig granit. Ristaren är Ömund.

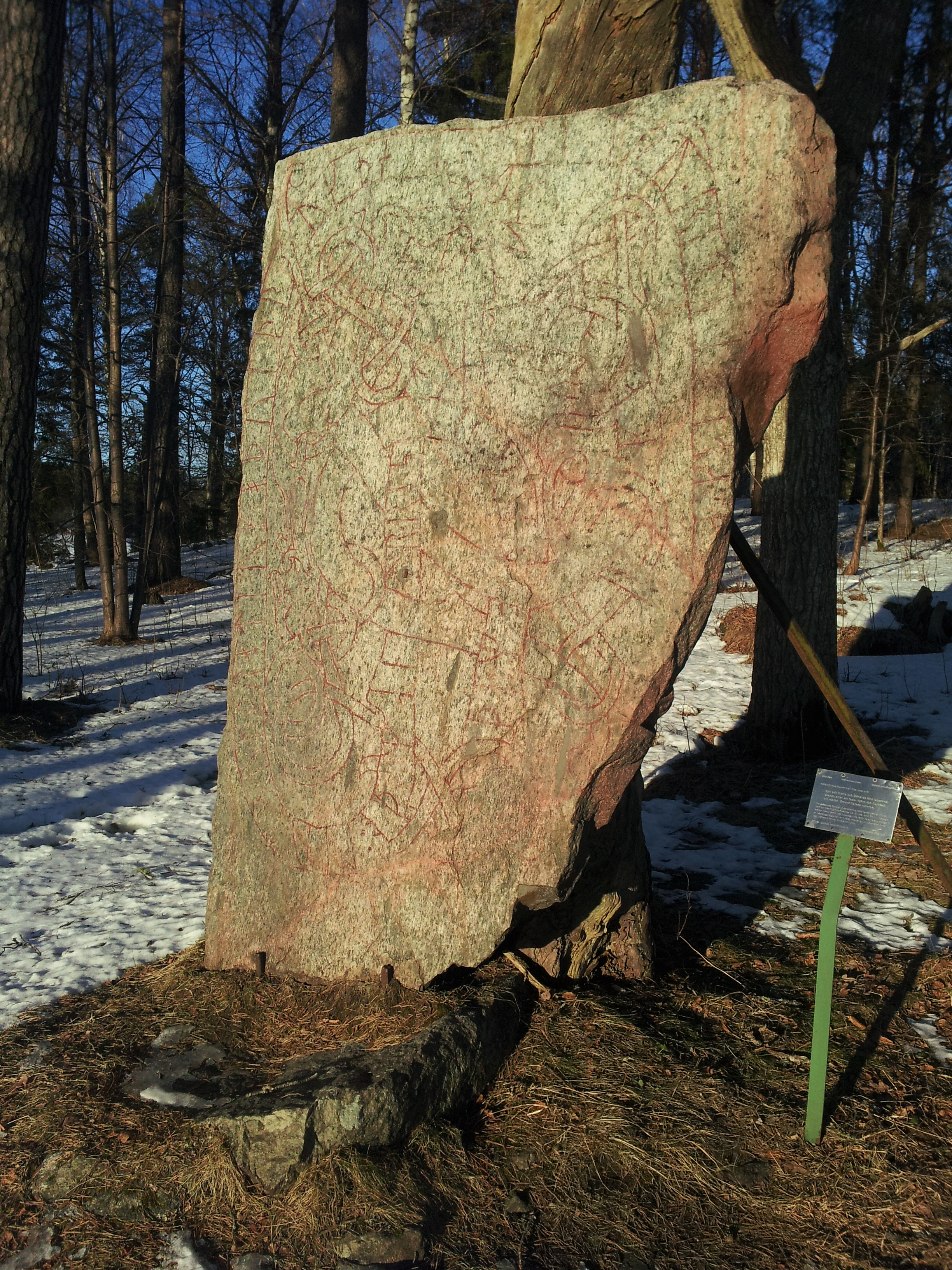

## Inskriften
Translitterering av runraden:
: liutr · uk · þroti · uk · oþuiþr · uk · þaiʀ · litu · rita · i(f)itʀ × [faþur × sin : baorn ·  fasti]þi : moþur · sin : oþmontr · risti · r...naʀ ·
Normalisering till runsvenska:
Liutr ok Þrotti ok Auðviðr ok þæiʀ letu retta æftiʀ faður sinn Biorn [ok] Fasthæiði, moður sina. Auðmundr risti r[u]naʀ.
Översättning till nusvenska:
Ljut och Trotte och Ödvid de läto uppresa (stenen) efter sin fader Björn och Fasthed sin moder. Ömund ristade runorna.
Stenen är rest efter föräldrarna av deras tre söner. Namnet Liutr är ovanligt och finns ytterligare bara på U 1016. Þrotti är belagt på runstenar Sö 115, Sö 200, U 17 och U 485. oþuiþr återger sannolikt ett mansnamn Auðviðr; diftongen Au är enkeltecknad i båda namn oþuiþr och oþmontr – Auðmundr, som kan jämföras med skrivningen ooþbiarn för Auðbiorn på U 1062. Namnet Auðviðr är mycket ovanligt, det är inte belagt i runinskrifterna och var sällsynt under medeltiden. Fadern hette Biörn. Moderns namn i  ackusativ form är Fasthæiði. Kvinnonamnet Fasthœiðr är endast känt från U 1132, men namn sammansatta med adjektivstammen fast- är mycket vanliga.